# Anna Susanna
Anna Susanna ist ein deutscher Spielfilm der DEFA von Richard Nicolas aus dem Jahr 1953.

## Handlung
Die „Anna Susanna“ ist eine Viermastbark, die sich 1929 auf der Rückfahrt von Chile zum Heimathafen Hamburg befindet. Wegen schlechter Wetterbedingungen kann das Schiff erst mit einer Verspätung von sechs Wochen in Hamburg anlegen. Der größte Teil der Besatzung will in Zukunft an Land bleiben. So wartet der Smutje auf seinen vom Segelmacher vorausgesagten Geldgewinn, um sich eine eigene Gaststätte zu kaufen. Emil will den Frisierladen seines Vaters umbauen und ihn bei der Arbeit unterstützen. Im Gemüseladen von Knuddels Eltern wird dessen Arbeitskraft dringend benötigt. Fietje will bei seinem Vater auf der Werft eine Arbeit annehmen, und Orje freut sich nur auf das Wiedersehen mit seiner Mutter.
Dem Reeder der „Anna Susanna“, Brinkmann, droht die Pleite. Er sieht keine andere Chance, als einen schwerwiegenden Versicherungsbetrug zu begehen. Frachten sind rar zu jener Zeit, die Reedereien jagen sie einander ab – ein Windjammer hat im Wettbewerb mit der Konkurrenz keine Chance. Brinkmann beschließt, die „Anna Susanna“ irgendwo mitten auf dem Ozean diskret kentern zu lassen und seine Firma durch die Versicherungssumme vor der Pleite zu retten. Die „Anna Susanna“ wird also nochmals auf große Fahrt von Hamburg nach Australien geschickt, mit einer wertvollen Ladung optischer und feinmechanischer Geräte, für die das Schiff hoch versichert wird.
Der Steuermann versucht, eine vernünftige Mannschaft zu finden, da die zuletzt angeheuerte nicht gerade einen vertrauenerweckenden Eindruck macht. Er kann fast die gesamte Besatzung der letzten Fahrt wieder anheuern. Da Orjes Mutter während der letzten Fahrt verstarb und Fietjes Vater auf der Werft entlassen wurde, da es keine Arbeit mehr gab, ist das eingespielte Mannschaft wieder vollständig. Sogar ein blinder Passagier kommt mit Hilfe von Lütt-Heini, dem Schiffsjungen, an Bord: Der Sohn des Reeders, der, natürlich ohne Wissen seines Vaters, unbedingt die Fahrt mitmachen will und sich in einem Rettungsboot versteckte.
Kapitän Kleiers bohrt während der Fahrt, wie ihm persönlich vom Reeder befohlen, das Schiff an und legt sicherheitshalber auch noch Feuer an die Dynamitkisten im Laderaum. Dabei wird er vom Steuermann überrascht und im anschließenden Kampf getötet. Die neuen Besatzungsmitglieder beteiligen sich nicht an den Rettungsarbeiten und bringen sich und den Reedersohn mit dem Rettungsboot in Sicherheit. Nun entdecken die verbliebenen Besatzungsmitglieder, dass die Ladung nur aus Schrott und nicht aus hochwertigen Materialien besteht. Sie können aber trotz aller Mühen ein Sinken des Schiffes nicht verhindern und retten sich auf eine einsame, unbewohnte Insel. Während dieses mehrmonatigen Aufenthalts sterben der Segelmacher und der Steuermann, die einzigen Zeugen dafür, dass der Kapitän sein Schiff selbst versenken wollte. Bei einem vorbeifahrenden Schiff kann sich der Rest der Überlebenden bemerkbar machen, und sie werden gerettet. Als sie nach Hamburg zurückkehren, erfahren sie, dass der Schaden als Versicherungsfall anerkannt wurde. Das Hamburger Seeamt, bei dem die Schiffbrüchigen deshalb einen Prozess anstrengen, schenkt unter dem Druck einflussreicher Reeder ihren Aussagen keinen Glauben, es verlangt Beweise; aber die Zeugen der Tat sind tot.

## Produktion
Der Film wurde im Jofa-Atelier in Berlin-Johannisthal gedreht. Die Außenaufnahmen entstanden an der Ostseeküste und in Rostock. Anna Susanna hatte am 27. Februar 1953 im Berliner Filmtheater „Jugend“, in der Langhansstraße 23, Premiere. Die Erstausstrahlung im Deutschen Fernsehfunk erfolgte am 26. April 1955.

## Kritik
Hans Ulrich Eylau fand in der Berliner Zeitung, dass man sich bei der DEFA den Film sehr oft und sehr genau selbst ansehen sollte, um aus den tatsächlichen Ursachen seines Misslingens für die Zukunft zu lernen. Herman Müller meinte im Neuen Deutschland: Vorherrschend ist eine oberflächliche, im Genre eines Abenteuer-Films routinemäßig aufgebaute Handlung. Das Nebeneinander von Seichtem und politisch Gewichtigem vermischt sich im Schlussbild zu einer politisch-künstlerischen Geschmacklosigkeit: Matrosen und Werftarbeiter singen bei einer Protestdemonstration den sentimental-einfallslosen Schlager des Films!  Gerhard Rostin stellt in der Tageszeitung Neue Zeit  fest, dass es sich als wesentlichen Nachteil auswirkt, wenn man den Drehbuchautor zum Regisseur macht, weil dieser offenbar so verliebt in jede Szene seines Drehbuchs war. dass er alles in der größtmöglichen Breite ausspielen ließ.